# Ford City (Pensilvania)
Ford City es un borough ubicado en el condado de Armstrong en el estado estadounidense de Pensilvania. En el año 2000 tenía una población de 3.451 habitantes y una densidad poblacional de 1,876.7 personas por km².

## Geografía
Ford City se encuentra ubicado en las coordenadas 40°46′17″N 79°31′48″O / 40.77139, -79.53000.

## Demografía
Según la Oficina del Censo en 2000 los ingresos medios por hogar en la localidad eran de $24,457 y los ingresos medios por familia eran $30,843. Los hombres tenían unos ingresos medios de $28,438 frente a los $21,919 para las mujeres. La renta per cápita para la localidad era de $14,318. Alrededor del 13.4% de la población estaba por debajo del umbral de pobreza.